# Richard Ungewitter
Richard Ungewitter (* 18. Dezember 1869 in Artern, Provinz Sachsen; † 17. Dezember 1958 in Stuttgart) war ein Vorkämpfer der deutschen FKK-Bewegung und einer ihrer ersten Organisatoren. Ungewitter war Antisemit und stand völkischen Ideen nahe.

## Leben
Richard Ungewitter war zunächst als Gärtnereigehilfe tätig, bevor er zwei Jahre in Norwegen lebte. Zurückgekehrt nach Deutschland, begründete er die Simonsbrotfabrik mit. Nach deren Konkurs arbeitete er als Handelsvertreter.
Durch Heinrich Pudor, der unter dem Pseudonym Heinrich Scham publizierte, kam er zur Freikörperkultur, die damals noch „Nacktkultur“ genannt wurde. Heute gilt er als einer ihrer frühen Pioniere. Er wurde 1903 durch eine Broschüre mit dem Titel Wieder nacktgewordene Menschen bekannt, die innerhalb weniger Jahre eine Auflage von nahezu 100.000 Exemplaren erreichte. Sein erstes Buch, Die Nacktheit, erschien im Januar 1906 (vollständiger Titel Die Nacktheit in entwicklungsgeschichtlicher, gesundheitlicher, moralischer und künstlerischer Sicht). Wiederholte Versuche, juristisch gegen das Buch vorzugehen, scheiterten an den vom Gericht geladenen Gutachtern, die zu Gunsten Ungewitters aussagten. So äußerte sich Theodor Lipps (Universität München) in seinem Gutachten:
„Die auf Nacktkultur zielende Bewegung ist jetzt eine weit verzweigte und hat, wie solche Bewegungen in der Regel, einen wohlberechtigten Kern.“
In den folgenden Jahren warb Ungewitter weiter für die Nacktkultur. Das bekannteste seiner Werke ist das 1908 erschienene Buch Nackt. Ebenfalls 1908 gründete er die „Vereinigung für hygienische, ethische und ästhetische Kultur“. Diese zweite FKK-Gruppe in Deutschland (nach einem 1898 gegründeten Verein in Essen) hatte ca. 50 Mitglieder, hauptsächlich in Süddeutschland.
Sowohl sein Buch Nackt als auch sein 1910 erschienenes Buch Nacktheit und Kultur waren Gegenstand mehrjähriger gerichtlicher Auseinandersetzungen, in denen er jedoch weitgehend seine Rechtsauffassung durchsetzen konnte. So wies die Strafkammer III des Königlichen Landgerichts zu Stuttgart am 24. April 1912 den Antrag der Staatsanwaltschaft auf Unbrauchbarmachung seines Buches Nackt zurück. Dieser Rechtsauffassung, nach der naturistische, bebilderte Veröffentlichungen gestattet seien, folgten alle weiteren Gerichtshöfe in Deutschland und anderen Ländern. In seinen Büchern zeigte sich Ungewitter auch selbst nackt, meist im Wald.
1911 begründete er die „Loge des aufsteigenden Lebens“, der nach seinen Angaben am 17. Juni 1912 über 800 Personen angehörten. In ihrer regelmäßig erscheinenden Schrift Vertrauliche Mitteilungen setzten sich die Mitglieder für ungeniertes Nacktbaden, ungestörte Kleiderlosigkeit und zum Teil meilenweite Nacktwanderungen ein. 1914 wurde der Name der Loge in „Treubund für aufsteigendes Leben“ geändert.
Schon in Nacktheit und Kultur (1910) schrieb Ungewitter: „Würde jedes deutsche Weib öfter einen nackten germanischen Mann sehen, so würden nicht so viele exotischen fremden Rassen nachlaufen […] Aus Gründen der gesunden Zuchtwahl fordere ich deshalb die Nacktkultur, damit Starke und Gesunde sich paaren, Schwächlinge aber nicht zur Vermehrung kommen.“ (Ungewitter, 1910, S. 130.) Nach Schwierigkeiten mit der Zensur während des Weltkrieges gab er danach (Stuttgart 1919) die radikale Schrift Deutschlands Wiedergeburt durch Blut und Eisen heraus, zu der zahlreiche Extremisten wie Ernst Böttger, Ludwig Fahrenkrog, Ernst Hunkel, Jörg Lanz von Liebenfels, Friedrich Lienhard Beiträge lieferten. Er selbst steuerte „Rassenverschlechterung durch Blutvergiftung“ bei. „Das Blut der niederen Rasse in seiner einfacheren und anderen Zusammensetzung unterdrückt und  überwuchert die feineren unterschiedlichen Bestandteile und Eigenschaften des edleren Blutes. Denn das Blut der Dunkelrassigen (insbesondere Neger und  Juden) enthält gröbere und schwerere Bestandteile. Mischung  verschiedenen gearteter Rassen führt demnach zum Zerfall und zum  Untergang der betreffenden Rassen, insbesondere der höher veranlagten.“ (Ungewitter: „Nacktheit und Aufstieg“ 1920, S. 118.)
Ungewitter wurde Mitglied im Reichshammerbund, im Verband gegen die Überhebung des Judentums und schließlich im Deutschvölkischen Schutz- und Trutzbund.
Eine im Jahr 1923 von Ungewitter durchgesetzte Satzungsänderung führte das Bekenntnis zur „Rassenhygiene“ (Eugenik) ein und forderte außerdem ein Bekenntnis zu einer politischen Partei. Die eugenische Orientierung wurde von vielen Mitgliedern abgelehnt. Daher trennten sich größere Gruppen von dem überwiegend von ihm beherrschten Treubund, der daraufhin an Bedeutung verlor. Im NS-Staat erhielt er aber finanzielle Förderung.
1953 wurde Ungewitter zum Ehrenmitglied des Deutschen Verbandes für Freikörperkultur (DFK) ernannt. Er verstarb im Dezember 1958 am Vorabend seines 89. Geburtstags in Stuttgart.

## Auszeichnungen und Ehrungen
- 1953: Ehrenmitgliedschaft im Deutschen Verband für Freikörperkultur (DFK) e. V.

## Werke

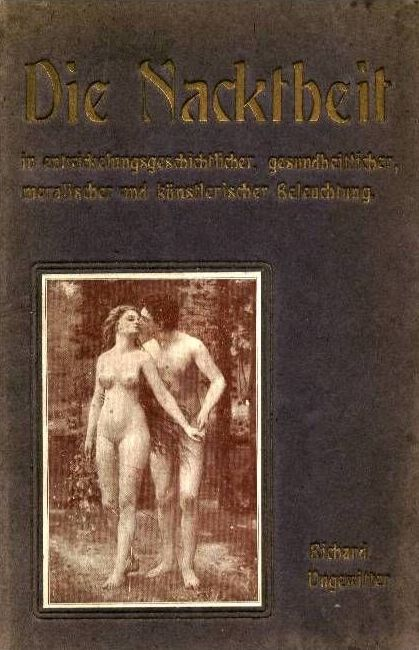
Die Nacktheit in entwicklungsgeschichtlicher, gesundheitlicher, moralischer und künstlerischer Beleuchtung (1907), Buchdeckel

- Wieder nackt gewordene Menschen. 1903.
- Die Nacktheit. 1905.
- Diätische Ketzereien. Die Eiweißtheorie mit ihren Folgen, als Krankheitsursache, und ihre wissenschaftlich begründete Verabschiedung. 1908.
- Nackt. Eine kritische Studie. 1909.
- Kultur und Nacktheit. Eine Forderung. 1911.
- Nacktheit und Kultur. Neue Forderungen. 1913.
- Rassenverschlechterung durch Juda. 1919.
- Nacktheit und Aufstieg. Ziele zur Erneuerung des deutschen Volkes. 1920.
- Rettung oder Untergang des deutschen Volkes. Nur für Deutschgeborene! 1921.
- Nacktheit und Moral. Wege zur Rettung des deutschen Volkes. 1925.
- Aus Entartung zur Rasse-Pflege. Ein Weckruf in zwölfter Stunde. 1934.
- Denkschrift zur Impfung. 1938

Als Herausgeber
- Die Nacktheit in entwicklungsgeschichtlicher, gesundheitlicher, moralischer und künstlerischer Beleuchtung. 1907. (Nachdr. d. Ausg. Stuttgart 1907 u. 1913: Dt. Ärzte-Verl. Köln 1979, ISBN 3-7691-1904-5.)
- Deutschlands Wiedergeburt durch Blut und Eisen. 1916.